# مورتون (ایندیانا)
مورتون (به انگلیسی: Morton) یک منطقهٔ مسکونی در ایالات متحده آمریکا است که در شهرستان پاتنم، ایندیانا واقع شده‌است. مورتون ۲۶۵ متر بالاتر از سطح دریا واقع شده‌است.